# Alexander-Nunatakker
Die Alexander-Nunatakker sind zwei bis zu 35 m hohe Nunatakker am südlichen Ende der Windmill-Inseln vor der Budd-Küste im ostantarktischen Wilkesland. Sie ragen am Rande der Penney Bay 650 m östlich der Basis der Browning-Halbinsel auf.
Erstmals kartiert wurden sie anhand von Luftaufnahmen der United States Navy, die 1947 und 1948 während der Operation Highjump und der Operation Windmill entstanden. Das Advisory Committee on Antarctic Names benannte sie nach H. N. Alexander, Mitglied des Fotografenteams der Operation Windmill.